# Campeonato Panamericano de Balonmano Masculino de 2014
El XVI Campeonato Panamericano de Balonmano de 2014 se disputó entre el 23 y el 29 de junio en Canelones, Uruguay. y es organizado por la Federación Panamericana de Balonmano Este campeonato entregó tres plazas para el Campeonato Mundial de Balonmano Masculino de 2015.

## Sistema de competencia
Tras la baja de Cuba, no fue posible encontrar reemplazante, por lo que originariamente iban a competir 9 equipos, divididos en dos grupos (uno de cuatro y otro de cinco equipos). Sin embargo, un día antes del inicio de la competencia, también se bajó Venezuela, por lo que quedaron dos grupos de cuatro equipos cada uno
Los dos primeros de cada grupo clasifican a semifinales. Los ganadores juegan el partido final y los perdedores el partido por el tercer puesto. Los dos terceros y cuartos de cada grupo, se enfrentan entre sí en semifinales para determinar las posiciones 5 al 8.

## Clasificatorio
3 plazas en juego para el Campeonato Mundial Masculino de Catar 2015.

## Grupos
| Grupo A        | Grupo B     |
| -------------- | ----------- |
| Brasil         | Argentina   |
| Uruguay        | Chile       |
| Estados Unidos | Groenlandia |
| Guatemala      | México      |

«Se Sortearon los grupos del Panamericano masculino». Archivado desde el original el 25 de mayo de 2014. Consultado el 23 de junio de 2014.

### Grupo A
| Equipo         | PTS | J | G | E | P | GF  | GC  | DG  |
| -------------- | --- | - | - | - | - | --- | --- | --- |
| Brasil         | 6   | 3 | 3 | 0 | 0 | 117 | 44  | +73 |
| Uruguay        | 4   | 3 | 2 | 0 | 1 | 78  | 74  | +4  |
| Estados Unidos | 2   | 3 | 1 | 0 | 2 | 74  | 83  | -9  |
| Guatemala      | 0   | 3 | 0 | 0 | 3 | 57  | 116 | -59 |

#### Resultados
| Fecha      | Hora  | Partido³       | Partido³ | Partido³       | Resultado |
| ---------- | ----- | -------------- | -------- | -------------- | --------- |
| 24.06.2014 | 18:00 | Estados Unidos | -        | Brasil         | 17-28     |
| 24.06.2014 | 20:00 | Uruguay        | -        | Guatemala      | 36-19     |
| 25.06.2014 | 16:00 | Brasil         | -        | Guatemala      | 54-12     |
| 25.06.2014 | 20:00 | Uruguay        | -        | Estados Unidos | 27-23     |
| 26.06.2012 | 14:00 | Estados Unidos | -        | Guatemala      | 34-28     |
| 26.06.2014 | 20:00 | Uruguay        | -        | Brasil         | 15-32     |

### Grupo B
| Equipo      | PTS | J | G | E | P | GF  | GC | DG  |
| ----------- | --- | - | - | - | - | --- | -- | --- |
| Argentina   | 6   | 3 | 3 | 0 | 0 | 100 | 55 | +45 |
| Chile       | 4   | 3 | 2 | 0 | 1 | 82  | 76 | +6  |
| Groenlandia | 2   | 3 | 1 | 0 | 2 | 76  | 82 | -6  |
| México      | 0   | 3 | 0 | 0 | 3 | 54  | 99 | -45 |

#### Resultados
| Fecha      | Hora  | Partido³    | Partido³ | Partido³    | Resultado |
| ---------- | ----- | ----------- | -------- | ----------- | --------- |
| 23.06.2014 | 16:30 | Chile       | -        | México      | 34-18     |
| 23.06.2014 | 18:30 | Argentina   | -        | Groenlandia | 33-20     |
| 25.06.2014 | 14:00 | Argentina   | -        | México      | 33-16     |
| 25.06.2014 | 18:00 | Groenlandia | -        | Chile       | 24-29     |
| 26.06.2012 | 16:00 | Groenlandia | -        | México      | 32-20     |
| 26.06.2014 | 18:00 | Argentina   | -        | Chile       | 34-19     |

### Segunda fase
|  | Semifinales            | Semifinales            |    |                        | Final                  | Final |  |
|  |                        |                        |    |                        |                        |       |  |
|  |                        |                        |    |                        |                        |       |  |
|  | Canelones, 28 de junio |                        |    |                        |                        |       |  |
|  | Argentina              | 30                     |    |                        |                        |       |  |
|  | Uruguay                | 16                     |    |                        |                        |       |  |
|  |                        |                        |    |                        |                        |       |  |
|  |                        |                        |    |                        | Canelones, 29 de junio |       |  |
|  |                        |                        |    |                        | Argentina              | 30    |  |
|  |                        | Brasil                 | 19 |                        |                        |       |  |
|  |                        |                        |    |                        |                        |       |  |
|  |                        |                        |    |                        |                        |       |  |
|  |                        |                        |    |                        | Tercer lugar           |       |  |
|  | Canelones, 28 de junio | Canelones, 28 de junio |    | Canelones, 29 de junio | Canelones, 29 de junio |       |  |
|  | Brasil                 | 36                     |    | Chile                  | 25                     |       |  |
|  | Chile                  | 28                     |    |                        | Uruguay                | 24    |  |

### Semifinales
| Fecha      | Hora² | Partido³  | Partido³ | Partido³ | Resultado |
| ---------- | ----- | --------- | -------- | -------- | --------- |
| 28.06.2014 | 14:00 | Argentina | -        | Uruguay  | 30-16     |
| 28.06.2012 | 18:00 | Brasil    | -        | Chile    | 36-28     |

### 5º al 8º Puesto
| Fecha      | Hora² | Partido³       | Partido³ | Partido³  | Resultado |
| ---------- | ----- | -------------- | -------- | --------- | --------- |
| 28.06.2014 | 16:00 | Groenlandia    | -        | Guatemala | 44-22     |
| 28.06.2012 | 20:00 | Estados Unidos | -        | México    | 41-28     |

### 5º/6º puesto
| Fecha      | Hora² | Partido¹    | Partido¹ | Partido¹       | Resultado |
| ---------- | ----- | ----------- | -------- | -------------- | --------- |
| 29.06.2014 | 16:00 | Groenlandia | -        | Estados Unidos | 43-32     |

### 7º/8º puesto
| Fecha      | Hora² | Partido¹  | Partido¹ | Partido¹ | Resultado |
| ---------- | ----- | --------- | -------- | -------- | --------- |
| 29.06.2014 | 16:00 | Guatemala | -        | México   | 16-37     |

### Tercer Puesto
| Fecha      | Hora² | Partido¹ | Partido¹ | Partido¹ | Resultado |
| ---------- | ----- | -------- | -------- | -------- | --------- |
| 29.06.2014 | 18:00 | Chile    | -        | Uruguay  | 25-24     |

### Final
| Fecha      | Hora² | Partido¹  | Partido¹ | Partido¹ | Resultado |
| ---------- | ----- | --------- | -------- | -------- | --------- |
| 29.06.2014 | 20:00 | Argentina | -        | Brasil   | 30-19     |

| Argentina           |
| Campeón             |
| Argentina 6° título |

### Clasificación general
| Argentina         |
| Brasil            |
| Chile             |
| 4. Uruguay        |
| 5. Groenlandia    |
| 6. Estados Unidos |
| 7. México         |
| 8. Guatemala      |

## Clasificados al Mundial 2015
| Bandera de Argentina | Bandera de Brasil | Bandera de Chile |
| Argentina            | Brasil            | Chile            |
| -------------------- | ----------------- | ---------------- |